# سیارک ۶۳۳۷
سیارک ۶۳۳۷ (به انگلیسی: 6337 Shiota، نامگذاری:1992UC4) شش هزار و سیصد و سی و هفتمین سیارک کشف شده‌است که در ۲۶ اکتبر ۱۹۹۲ کشف شد.
قدر مطلق سیارک برابر ۱۲٫۵۰ است.